# Paratarsotomus macropalpi
Paratarsotomus macropalpis é uma espécie de ácaro pertencente à família Anystidae. Este ácaro é endêmico ao Sul da Califórnia e geralmente observado entre calçadas e áreas predegosas. Antes classificado como Tarsotomus, foi reclassificado em 1999, juntamente com outras quatro espécies, para o gênero Paratarsotomus. É um animal bastante pequeno—0.7 mm—mas foi considerado como o animal terrestre mais rápido do mundo, considerando o comprimento de seu corpo.

## Descoberta
Um espécime foi coletado pela primeira vez por William A. Hilton de debaixo de rochas em Claremont, Califórnia. Foi classificado e nomeado como Tarsotomus macropalpis por Nathan Banks, cujo relatório foi publicado em 1916 

## Recorde de velocidade
O ácaro bateu o recorde com uma velocidade de 322 comprimentos de corpo por segundo (0,225 metros por segundo). Essa velocidade deixa o último recorde para trás com folga, a Cicindela da Austrália Cicindela eburneola, o ex inseto mais rápido do mundo, de acordo com o comprimento do corpo, que bateu o recorde com 171 vezes o comprimento do próprio corpo por segundo ou 1.86 metro por segundo . O guepardo, o animal terrestre mais rápido do mundo, que foi registrado com o máximo de 103 km/h, fica com apenas 16 vezes o comprimento do próprio corpo por segundo.
Uma câmera de alta velocidade foi usada para registrar a velocidade do ácaro, tanto na natureza quanto em laboratório. Um humano correndo na velocidade proporcional à do ácaro chegaria a atingir os 2.100 km/h. 
Além da incomum velocidade dos ácaros, os pesquisadores ficaram surpresos em descobrir os pequenos correndo em temperaturas acima de 60 ºC. Isso é relevante, pois tal temperatura é maior que a letal para a maioria das espécies de animais. Mais do que isso, os ácaros são capazes de parar e mudar de direção extremamente rápido.
A descoberta alarga os limites do que é conhecido sobre a fisiologia do movimento de animais e da velocidade de estruturas vivas. A descoberta é considerada, pela equipe de pesquisadores, uma inauguração de novas possibilidades para o desenvolvimento de robôs e biomecânica.